# Mandics György
Mandics György (Temesvár, 1943. január 4. –) József Attila-díjas magyar tanár, költő, író, újságíró, esszéíró. Felesége M. Veress Zsuzsanna (1946–1991) is író volt. 2007. április 19-től újra nős, felesége Mandicsné Csisztay Gizella.

## Életpályája
Középiskolai tanulmányait szülővárosában végezte el. 1966-ban matematika-fizika szakos tanári oklevelet szerzett a Temesvári Egyetemen. 1977-ben újságírást tanult a bukaresti Ștefan Gheorghiu Akadémián.
1967-ben a Temes megyei Újváron, 1968-tól pedig Zsombolyán tanított. 1972-től a temesvári Facla Könyvkiadó szerkesztője. 1984 óta újságíró. 1985-től a temesvári Szabad Szó (1989-től Temesvári Új Szó) munkatársa. 2002 óta a Zsoldos Péter-díj zsűritagja.

## Költészete
Versekkel tűnt fel Vitorla-ének (1967) és az Egy szelet fény (1967) című antológiákban. Regénytrilógiában dolgozta fel az 1989-es temesvári forradalom résztvevőjeként szerzett élményeit (Temesvári Golgota: 1. Megfeszítés sortűzzel; 2. Harmadnapra feltámadva; 3. Júdáscsók a forradalomnak, 1991).

## Művei
- Gyönyörű gyökerek. Versek; Irodalmi, Bukarest, 1968 (Forrás)
- A megtalált anyaföld. Versek 1967–1976 (versek, 1976)
- Harmad-játék. Ion Barbu Másodjáték című kötete szemantikai univerzumának elemzése (1977)
- Salló Ervin–Mandics György: Zöld emberkék, tollas kígyók, tüzes szekerek? Kritikai megjegyzések a paleoasztronautikai értelmezések elveiről és módszereiről; Albatrosz, Bukarest, 1977
- Bolyai János jegyzeteiből (versek, M. Veress Zsuzsannával, 1979)
- A rejtélyes írások könyve. Az írás kialakulásának rejtélye (1981)
- Modell és valóság (Egyed Péterrel, Neumann Máriával és Salló Ervinnel, tanulmány, 1982)
- Vasvilágok (tudományos-fantasztikus elbeszélés M. Veress Zsuzsannával, 1986)
- Rejtélyes írások (jel- és írástörténet, 1987)
- Gubólakók (M. Veress Zsuzsannával, tudományos-fantasztikus elbeszélés, 1988)
- Temesvári Golgota (regénytrilógia, 1991)
  - 1. Megfeszítés sortűzzel
  - 2. Harmadnapra feltámadva
  - 3. Júdáscsók a forradalomnak
- Az UFO-k formavilága (1992)
- Temeswar – Symbol der Freiheit (Hans Vastagal, Ullstein Langen Müller Verlagsgruppe, Amalthea 1992)
- Ufótörténelem (George M. Dick álnéven, 1993)
- A dromosz (M. Veress Zsuzsannával, sci-fi, 1993)
- Enciclopedia fiintelor extraterestre (1996)
- A manipulált forradalom (2009)
- Róvott múltunk I-III. (Irodalmi Jelen, Arad, 2010-2012 – a székely-magyar rovásírás eddigi legnagyobb, kb. 2000 oldalas enciklopédiája)
- Somogyi Antal rovásírásos gyűjteménye (Magánkiadás, Budapest, 2012-től folyamatosan – 2015 decemberéig három kötete jelent meg)
- Magyar hegedűsök énekei eleinkről. A Ciceró-"kódex" hosszú rovásbeírásai; Kráter, Pomáz, 2015
- A vastollú madár. A Tunguszka-jelenség 1-2.; magánkiadás, Budapest, 2015 (Irodalmi jelen könyvek)
- Janus Pannonius és a rovásírás; magánkiadás, Budapest, 2015
- Földönkívüliek végveszélyben. Repülésképtelen szállítóeszközök, haldokló pilóták KTL katalógus. Vizsgált korszak 1878. jan. 1–1978. dec. 31.; szerzői, Budapest, 2016 (Irodalmi jelen könyvek)
- A földönkívüliek hagyatéka? Vizsgált korszak: 1878. jan. 1–1978. dec. 31.; gyűjt., jegyz. Mandics György; szerzői, Budapest, 2017 (Irodalmi jelen könyvek)
- A kör négyszögesítése. Összegyűjtött versek; Concord Média Jelen, Arad, 2017 (Irodalmi jelen könyvek)
- A kaukázusi magyarság a rováskrónika szerint. A rovás-krónika mint forrás: résztanulmányok 1. RKFR 1. Végleges forma; magánkiadás, Budapest, 2019
- A kaukázusi magyarság a rováskrónika szerint. A rovás-krónika mint forrás: résztanulmányok 1. RKFR 1. Előzetes közlemény; magánkiadás, Budapest, 2019
- Hétfolyó, hétcsillag a rováskrónika legősibb rétege. A rováskrónika mint forrás: résztanulmányok II. RKFR 2.; magánkiadás, Budapest, 2020
- A remény peremén. Covid-kórház. Kisregény; Irodalmi Jelen Könyvek, Budapest, 2021
- Kezdetek: Szibéria. Hunok – csíkok; Írástudó, Dunaföldvár, 2024

## Díjai
- Román Írószövetség prózadíja (1977)
- Arany Meteor-díj (1986)
- Az Év Könyve jutalom (1996, 1998)
- Irodalmi Jelen Nyelvészet – rovásírás-kutatás díj (2011)
- József Attila-díj (2020)
- Herczeg Ferenc-díj (2022)
- A Magyar Érdemrend lovagkeresztje (2023)